# The Heart Is a Muscle
The Heart is a Muscle ist das südafrikanisch-saudi-arabische Spielfilmdebüt aus dem Jahr 2025 von Imran Hamdulay, der sowohl das Drehbuch schrieb als auch Regie führte. Er erzählt von Hip-Hop-Influencern, die sich als Familienväter intensiv mit ihrer Männlichkeit, den transgenerationalen Traumata und deren möglicher Heilung auseinandersetzen. Der Film feierte seine Weltpremiere 2025 auf der Berlinale in der Sektion Panorama.

## Handlung
Ryan und Laila, die liebevollen Eltern Mitte 30, bereitet mit engen Freunden und ihren Familien ein Grillfest zum fünften Geburtstag ihres Sohnes Jude vor. Sie haben alle Hände voll zu tun. Die Kinder toben aufgeregt, die Erwachsenen plaudern lebhaft, überall klingt Lachen. Doch die fröhliche Stimmung kippt, als Jude plötzlich verschwindet. Panik breitet sich aus, eine hektische Suche beginnt. Als Ryan hört, dass Jude in einem von Gangs kontrollierten Viertel gesehen wurde, fährt er dorthin und schlägt grundlos einen Mann, den alleinerziehenden Vater eines ebenfalls fünfjährigen Jungen, krankenhausreif. Kurz darauf taucht Jude wieder auf – er war ganz in der Nähe gewesen und in ein Spiel vertieft. Der Vater, den Ryan verprügelt hat, fordert Schmerzensgeld. Ryan und er kennen sich aus ihrer gemeinsamen Jugend. Ein Streit unter Ryan, Laila und seinen engsten Freunden entbrennt, wobei ein gewalttätiger Übergriff aus Ryans Vergangenheit ans Licht kommt. Ryan hadert und sucht einen Weg, seine Gewalttätigkeit zu überwinden und Verantwortung für die von ihm angerichteten Schäden zu übernehmen.

## Produktion
The Heart is a Muscle wurde Kapstadt, Südafrika, in den Cape Flats gedreht.

## Veröffentlichung
Die Weltpremiere von The Heart is a Muscle erfolgte am 17. Februar 2025 im Rahmen der Internationalen Filmfestspiele Berlin. Dort lief er in der Sektion Panorama.
Den Weltvertrieb hat der Weltvertrieb MMM Film Sales, Paris übernommen.

## Auszeichnungen
- 2025: Preis der Ökumenischen Jury im Rahmen der 75. Internationalen Filmfestspiele Berlin 2025